# Гімн Гондурасу
Національний гімн Гондурасу (ісп. Himno Nacional de Honduras) був прийнятий згідно з президентським указом № 42 у 1915 році. Текст написав Аугусто Констансіо Коельйо, музику Карлос Хартлінг.
Гімн є скороченою історією Гондурасу, складається з рефрену та семи куплетів. На офіційних заходах може вживатися скорочений варіант гімну: рефрен, сьомий куплет і повторення рефрену.

## Текст
| Текст іспанською мовою | Переклад українською |
| Coro Tu bandera, tu bandera es un lampo de cielo Por un bloque, por un bloque de nieve cruzado; Y se ven en su fondo sagrado Cinco estrellas de pálido azul; En tu emblema, que un mar rumoroso Con sus ondas bravías escuda, De un volcán, de un volcán tras la cima desnuda Hay un astro, hay un astro de nítida luz. | Рефрен Твій прапор, твій прапор несе велич небес Перекреслених білосніжною стрічкою; І там, в його священних глибинах ти можеш побачити, П'ять блідо-синіх зірок. На твоїй емблемі, яку бурхливе море Захищає своїми бурхливими хвилями, З-за вулкану, голої вершини вулкану, Світить зірка ясного світла. |
| India virgen y hermosa dormías De tus mares al canto sonoro, Cuando echada en tus cuencas de oro El audaz navegante te halló; Y al mirar tu belleza extasiado Al influjo ideal de tu encanto, La orla azul de tu espléndido manto Con un beso de amor consagró.                                                         | Індіансько діво, ти спала, Заколисана дзвінкою піснею твоїх морів, Коли в твоїх золотих долинах, Сміливий мореплавець знайшов тебе; І захоплено дивлячись на твою красу, І відчувши твою чарівність, Блакитний край твоєї прекрасної мантії Він освятив поцілунком.                                        |
| De un país donde el sol se levanta, Mas allá del Atlante azulado, Aquel hombre te había soñado Y en tu busca a la mar se lanzó. Cuando erguiste la pálida frente, En la viva ansiedad de tu anhelo, Bajo el dombo gentil de tu cielo Ya flotaba un extraño pendón.                                                      | З країни, де сходить сонце, З-за синьої Атлантики, Той чоловік мріяв про тебе, в пошуках тебе відправився в море. Коли ти підняла свій блідий лоб, З тривогою і надією, Під ніжним куполом твого неба Вже пропливав дивний прапор.                                                                         |
| Era inutil que el indio tu amado Se aprestara a la lucha con ira, Porque envuelto en su sangre Lempira, En la noche profunda se hundió; Y de la épica hazaña, en memoria, La leyenda tan sólo ha guardado De un sepulcro el lugar ignorado Y el severo perfil de un peñón.                                              | Намарне твій коханий індіанець Кинувся в гніві до боротьби, Бо, залитий своєю кров'ю, Лемпіра, Втонув глибокої ночі; І, як пам'ять про цей героїчний вчинок, Збереглася лише легенда Могила в невідомому місці, і суровий профіль скелі.                                                                   |
| Por tres siglos tus hijos oyeron El mandato imperioso del amo; Por tres siglos tu inútil reclamo En la atmosfera azul se perdió; Pero un día gloria tu oído Percibió, poderoso y distante, Que allá lejos, por sobre el Atlante, Indignado rugía un León.                                                               | Протягом трьох століть твої діти чули Владний наказ пана; Протягом трьох століть твої марні прохання Гублися в блакитній атмосфері Але одного славетного дня твоє вухо Почуло як могутньо, далеко, Там, далеко за Атлантикою, Проревів обурений лев.                                                       |
| Era Francia, la libre, la heroica, Que en su sueño de siglos dormida Despertaba iracunda a la vida Al reclamo viril de Dantón: Era Francia, que enviaba a la muerte La cabeza del Rey consagrado, Y que alzaba soberbia a su lado, El altar de la diosa razón.                                                          | Це була Франція, вільна. героїчна, Що століттями спала у мріях, Прокинулась з жагою до життя Від мужнього протесту Дантона: Це була Франція, що відрубала Голову помазаному королю, І з гордістю спорудила поряд Вівтар богині Розуму.                                                                     |
| Tú también, ¡oh mi patria!, te alzaste De tu sueño servil y profundo; Tú también enseñaste al mundo Destrozado el infame eslabón. Y en tu suelo bendito, tras la alta Cabellera del monte salvaje, Como un ave de negro plumaje, La colonia fugaz se perdió.                                                            | Ти теж, о моя батьківщино!, воскресла Від глибокого рабського сну; Ти також показала світу Що ганебні окови зруйновані. І на твоїй благословеній землі, за високим Волоссям диких джунглів, Як птах з чорним пір'ям, Миттево зникла колонія.                                                               |
| Por guardar ese emblema divino, Marcharemos Oh! Patria a la muerte, Generosa será nuestra suerte, Si morimos pensando en tu amor. Defendiendo tu santa bandera Y en tus pliegues gloriosos cubiertos, Serán muchos, Honduras tus muertos, Pero todos caerán con honor.                                                  | Щоб захистити цей священний символ Ми підем маршем, О Батьківщино, на смерть; Це буде великою удачею Якщо ми помремо з любов'ю до тебе. Захищаючи твій священний прапор, загорнувшись в його славетні складки, Багато, Гондурасе, помруть за тебе, Але всі поляжуть з честю.                               |